# Norra Långrogrundet
Norra Långrogrundet är en fyr i NW Bottenhavet i Västerbotten.